# Paul Kidby
Paul Kidby est un artiste britannique. Pour beaucoup de gens, il est surtout connu pour ses œuvres graphiques liées au Disque-monde de Terry Pratchett puisqu'il réalise les couvertures depuis que Josh Kirby, un autre artiste britannique souvent confondu avec Kidby, est mort en 2001.
Ses œuvres peuvent se trouver dans :
- (The Pratchett Portfolio, 1996)
- L'Art du Disque-monde (The Art of Discworld, 2004).

Il a également illustré Le Dernier Héros, une fable du Disque-monde et bestseller au Royaume-Uni.